# Устройство автоматического обзвона
Устройства автоматического обзвона — аппаратные решения, созданные на базе АТС и предназначенные, в первую очередь, для облегчения работы коллекторских и информационных служб.

## Принцип работы
Устройства автообзвона подключаются к внешним линиям телефонной связи и самостоятельно выполняют запрограммированные задачи по оповещению абонентов.
Конфигурации поддаются:
- Голосовой файл с записью оповещения
- Список номеров абонентов
- Дата и время начала и окончания кампании автообзвона

## Сферы применения
- Напоминание клиентам о задолженности
- Оповещение об изменениях в работе организаций
- Проведение рекламных кампаний по телефону
- Организация новостной телефонной рассылки
- Проведение опросов общественного мнения